# Saison 2017-2018 de Colomiers Rugby
Cette page présente la saison 2017-2018 de Colomiers Rugby en Pro D2.

## Entraîneurs
- Olivier Baragnon : Entraineur principal
- Marc Dantin : Entraineur des avants
- Julien Sarraute : Entraineur des lignes arrières

## Effectif 2017-2018
| Nom                    | Poste            | Naissance          | Nationalité sportive | Sélections | Dernier club               | Arrivée au club (année) |
| ---------------------- | ---------------- | ------------------ | -------------------- | ---------- | -------------------------- | ----------------------- |
| Victor Delmas          | Pilier           | 31 mai 1991        | France               | -          | Formé au club              | 2011                    |
| Damien Weber           | Pilier           | 11 janvier 1986    | France               | -          | Stade français             | 2011                    |
| Thomas Dubois          | Pilier           | 8 mai 1989         | France               | -          | USA Perpignan              | 2012                    |
| Anthony Roux           | Pilier           | 28 octobre 1983    | France               | -          | Lyon OU                    | 2015                    |
| Adrien Bordenave       | Pilier           | 29 juillet 1993    | France               | -          | Aviron bayonnais           | 2017                    |
| Beka Sheklashvili      | Pilier           | 6 juillet 1986     | Géorgie              | 5 (0)      | SC Albi                    | 2017                    |
| Benjamin Rioux         | Talonneur        | 14 juillet 1982    | France               | -          | SC Graulhet                | 2011                    |
| Otar Turashvili        | Talonneur        | 14 juillet 1986    | Roumanie             |            | CSM Bucarest               | 2015                    |
| Agustin Costa Repetto  | Talonneur        | 21 décembre 1982   | Argentine            |            | Tarbes PR                  | 2016                    |
| Romain Mémain          | Deuxième ligne   | 12 avril 1984      | France               | -          | Formé au club              | 2005                    |
| Clément Chartier       | Deuxième ligne   | 11 mars 1994       | France               | -          | Formé au club              | 2014                    |
| Jonny Fa'amatuainu     | Deuxième ligne   | 29 décembre 1983   | Samoa                | -          | Toyota Industries Shuttles | 2015                    |
| Sione Timani           | Deuxième ligne   | 3 septembre 1984   | Tonga                |            | Tarbes PR                  | 2016                    |
| Marius Antonescu       | Deuxième ligne   | 9 août 1992        | Roumanie             | 22 (0)     | Tarbes PR                  | 2017                    |
| Aurélien Béco          | Troisième ligne  | 12 mars 1986       | Portugal             |            | Limoges rugby              | 2011                    |
| Stéphane Onambele      | Troisième ligne  | 12 février 1993    | France               | -          | Formé au club              | 2012                    |
| Jean Thomas            | Troisième ligne  | 10 mars 1994       | France               | -          | Formé au club              | 2013                    |
| Romain Bézian          | Troisième ligne  | 9 août 1988        | France               | -          | Tarbes PR                  | 2015                    |
| Mihai Macovei          | Troisième ligne  | 29 octobre 1986    | Roumanie             |            | RC Massy Essonne           | 2015                    |
| Jean-Pierre Pérez      | Troisième ligne  | 3 avril 1984       | France               | -          | Salanque Côte Radieuse XV  | 2017                    |
| Daniel Faleafa         | Troisième ligne  | 12 février 1989    | Tonga                | -          | SC Albi                    | 2017                    |
| Sébastien Inigo        | Demi de mêlée    | 29 septembre 1984  | France               | -          | Aviron bayonnais           | 2007                    |
| Joris Cazenave         | Demi de mêlée    | 30 août 1994       | France               | -          | ASM Clermont Auvergne      | 2014                    |
| Damien Neveu           | Demi de mêlée    | 29 juin 1986       | France               | -          | CA Brive                   | 2015                    |
| Cédric Coll            | Demi d'ouverture | 8 août 1988        | France               | -          | Pays d'Aix                 | 2012                    |
| Maxime Lafage          | Demi d'ouverture | 1er septembre 1994 | France               | -          | Formé au club              | 2015                    |
| Baptiste Rougé-Thomas  | Demi d'ouverture | 2 août 1998        | France               | -          | Stade toulousain           | 2017                    |
| Sebastian Poet         | Demi d'ouverture | 20 octobre 1992    | Argentine            | 3 (34)     | Soyaux Angoulême XV        | 2017                    |
| Grégoire Maurino       | Centre           | 3 mars 1990        | France               | -          | Formé au club              | 2010                    |
| Guillaume Piron        | Centre           | 9 avril 1992       | Belgique             | -          | Montpellier HR             | 2013                    |
| Henry Taefu            | Centre           | 2 avril 1993       | Samoa                | -          | Brisbane City              | 2017                    |
| Chris Tuatara-Morrison | Centre           | 11 septembre 1986  | Nouvelle-Zélande     | -          | CA Brive                   | 2017                    |
| François Fontaine      | Centre           | 10 mai 1995        | France               | -          | Castres olympique          | 2017                    |
| Paul Pimienta          | Centre           | 12 septembre 1995  | France               | -          | FC Auch Gers               | 2017                    |
| Clément Lagain         | Ailier           | 2 juin 1990        | France               | -          | Aviron bayonnais           | 2012                    |
| Bill Valetini          | Ailier           | 24 novembre 1995   | Australie            | -          | Rebels                     | 2016                    |
| Randall Kamea          | Ailier           | 3 janvier 1987     | Fidji                | -          | CS Bourgoin-Jallieu        | 2017                    |
| Nicolas Plazy          | Arrière          | 19 avril 1994      | France               | -          | RC Toulon                  | 2015                    |
| Venione Voretamaya     | Arrière          | 22 octobre 1990    | Fidji                | -          | CA Brive                   | 2015                    |
| François Tardieu       | Arrière          | 1er février 1995   | France               | -          | SU Agen                    | 2017                    |

## Calendrier et résultats

### Matchs amicaux
- US Montauban - Colomiers rugby :  7-20
- Stade toulousain - Colomiers rugby :  33-28

### Pro D2
| - Stade aurillacois - Colomiers rugby : 23-30 - Colomiers rugby - USA Perpignan : 27-25 - Colomiers rugby - Aviron bayonnais : 36-13 - RC Narbonne - Colomiers rugby : 23-23 - Colomiers rugby - Soyaux Angoulême XV : 26-6 - RC Massy - Colomiers rugby : 18-11 - Colomiers rugby - RC Vannes : 40-19 - US Dax - Colomiers rugby : 30-25 - Colomiers rugby - USO Nevers : 3-29 - Colomiers rugby - US Montauban : 34-3 - Biarritz olympique - Colomiers rugby : 36-13 - Colomiers rugby - Stade montois : 17-11 - FC Grenoble - Colomiers rugby : 58-23 - Colomiers rugby - US Carcassonne : 25-19 - AS Béziers - Colomiers rugby : 22-19 | - USO Nevers - Colomiers rugby : 16-12 - Colomiers rugby - US Dax : 31-12 - US Montauban - Colomiers rugby : 16-11 - Colomiers rugby - RC Narbonne : 25-9 - Stade montois - Colomiers rugby : 29-7 - Colomiers rugby - Stade aurillacois : 18-13 - USA Perpignan - Colomiers rugby : 40-13 - US Carcassonne - Colomiers rugby : 35-29 - Colomiers rugby - AS Béziers : 13-26 - Soyaux Angoulême XV - Colomiers rugby : 30-10 - Colomiers rugby - FC Grenoble : 23-16 - RC Vannes - Colomiers rugby : 37-0 - Colomiers rugby - Biarritz olympique : 22-17 - Aviron bayonnais - Colomiers rugby : 23-22 - Colomiers rugby - RC Massy : 49-24 |

### Classement de la saison régulière
| Rang | Club                 | J  | V  | N | D  | Bo | Bd | Pm  | Pe  | Diff | Pts |
| ---- | -------------------- | -- | -- | - | -- | -- | -- | --- | --- | ---- | --- |
| 1    | USA Perpignan        | 30 | 20 | 1 | 9  | 12 | 3  | 919 | 571 | +348 | 97  |
| 2    | US Montauban         | 30 | 20 | 2 | 8  | 4  | 4  | 679 | 546 | +133 | 92  |
| 3    | FC Grenoble (R)      | 30 | 20 | 1 | 9  | 4  | 2  | 775 | 667 | +108 | 88  |
| 4    | Stade montois        | 30 | 17 | 0 | 13 | 12 | 4  | 753 | 540 | +213 | 84  |
| 5    | AS Béziers           | 30 | 19 | 1 | 10 | 4  | 2  | 756 | 670 | +86  | 84  |
| 6    | Biarritz olympique   | 30 | 17 | 0 | 13 | 7  | 5  | 789 | 694 | +95  | 80  |
| 7    | USO Nevers (P)       | 30 | 15 | 0 | 15 | 6  | 3  | 656 | 580 | +76  | 69  |
| 8    | Aviron bayonnais (R) | 30 | 14 | 1 | 15 | 5  | 6  | 732 | 764 | -32  | 69  |
| 9    | Colomiers Rugby      | 30 | 14 | 1 | 15 | 6  | 5  | 637 | 678 | -41  | 69  |
| 10   | RC Vannes            | 30 | 12 | 0 | 18 | 6  | 8  | 721 | 739 | -18  | 62  |
| 11   | Stade aurillacois    | 30 | 13 | 1 | 16 | 2  | 5  | 641 | 716 | -75  | 61  |
| 12   | RC Massy (P)         | 30 | 13 | 0 | 17 | 2  | 5  | 633 | 682 | -49  | 59  |
| 13   | Soyaux Angoulême XV  | 30 | 13 | 1 | 16 | 2  | 3  | 592 | 661 | -69  | 59  |
| 14   | US Carcassonne       | 30 | 11 | 0 | 19 | 4  | 5  | 585 | 767 | -182 | 53  |
| 15   | US Dax               | 30 | 9  | 1 | 20 | 2  | 6  | 602 | 767 | -165 | 46  |
| 16   | RC Narbonne          | 30 | 7  | 2 | 21 | 2  | 1  | 547 | 975 | -428 | 35  |

|  | Qualification pour les demi-finales (no 1, no 2).         |
|  | Qualification pour les barrages (no 3, no 4, no 5, no 6). |
|  | Relégation en Fédérale 1 (no 15 et no 16).                |
|  | R : relégués 2017 • P : promus 2017                       |

## Statistiques

### Championnat de France
Meilleurs réalisateurs
| Rang | Joueur                | Poste            | Points | Essais | Transf. | Pén. | Drops |
| ---- | --------------------- | ---------------- | ------ | ------ | ------- | ---- | ----- |
| 1    | Sebastian Poët        | Demi d'ouverture | 101    | 2      | 12      | 23   | 0     |
| 2    | Joris Cazenave        | Demi de mêlée    | 62     | 0      | 7       | 16   | 0     |
| 3    | Agustin Costa Repetto | Talonneur        | 35     | 7      | 0       | 0    | 0     |

Meilleurs marqueurs
| Rang | Joueur                | Poste            | Essais |
| ---- | --------------------- | ---------------- | ------ |
| 1    | Agustin Costa Repetto | Talonneur        | 7      |
| 2    | Randall Kamea         | Ailier           | 6      |
| 3    | Romain Bézian         | Troisième ligne  | 4      |
| 4    | Cédric Coll           | Demi d'ouverture | 3      |
| 5    | Venione Voretamaya    | Arrière          | 3      |